# Blue Bloods (bokserie)
Blue Bloods är en bokserie skriven av Melissa De La Cruz som handlar om vampyrer som bor i Manhattan, New York.
Hittills har det släppts sju böcker i Sverige; Blue Bloods, Masquerade, Revelations, The Van Alen Legacy, Keys to the Repository, Misguided Angel och Bloody Valentine. Det kommer att släppas två böcker till i serien, Lost in time och Wolfpact.
Keys to the Repository avviker från historien och innehåller korta historier och information om huvudkaraktärerna Schyler Van Alen, Madeleine Force, Bliss Llewellyn och några till. Romanen fortsätter alltså inte med handlingen där The Van Alen Legacy slutar utan har en parallell handling till bokserien.